# حنان الزيودي
حنان الزيودي- مواليد الشارقة 1995م، هي ملاكمة إماراتية. ولاعبة المنتخب الإماراتي للملاكمة النسائية لوزن فوق 81 كلغ. وهي لاعبة أول منتخب للسيدات في تاريخ اتحاد الإمارات للملاكمة منذ نشاته في 2002م.

## حياة مهنية

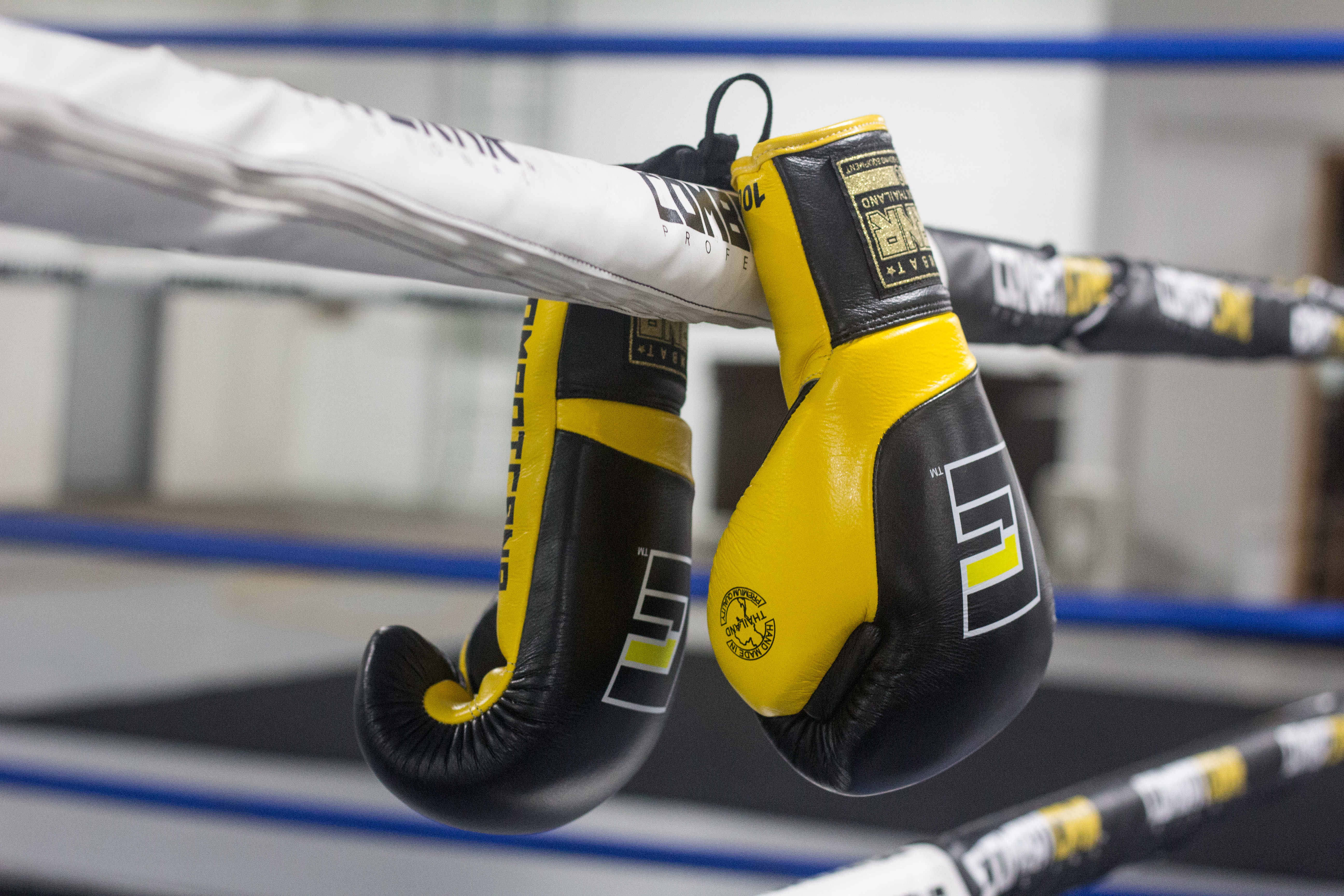

حنان الزيودي مارست الرياضة منذ الصغر(في سنة السابعة تقريبًا) ، وكانت في البداية تمارس كرة السلة بمؤسسة الشارقة لرياضة المرأة، والتي استمرت معها لمدة عشر ستوات، وحققت معهم العديد من البطولات الداخلية والخارجية. انتقلت بعدها لألعاب القوي ، والتي نالت من خلالها عدة ميداليات (حوالي 20 ميدالية) محلية وخليجية وعربية، من بينها بطلة العرب لرمي الرمح في 2014م، لتتابع خطواتها الناجحة مع رياضية الكيك بوكسينج، قبل أن يتم اختيارها لتمثيل الدولة في بطولة آسيا للرجال والنساء التي أقيمت في بانكوك. وتعد الزيودي أول إماراتية تشارك برفقة زميلتها فهيمة الفقي في تشكيل نواة أول منتخب للنساء في تاريخ أتحاد الإمارات للملاكمة. كانت أول منافسة دولية كبرى لها هي بطولة آسيا للملاكمة للهواة لعام 2019، بعد أن سمح الاتحاد الدولي للملاكمة للمنافسين بارتداء الحجاب. وكانت الزيودي أول لاعبة في العالم تدخل النزالات الرسمية الدولية مرتدية الحجاب وأصبحت إلى جانب فهيمة فلكناز من أوائل الملاكمات الإماراتيات اللاتي شاركن في المسابقات الدولية. وفي بطولة آسيا للملاكمة للهواة التي أقيمت في دبي 2021 حصلت على الميدالية البرونزية. وهي أول ميدالية برونزية آسيوبة في تاريخ الملاكمة الإماراتية. والزيودي بجانب كونها لاعبة لمنتخب الإمارات للملاكمة النسائية تعمل أيضًا مدربة لفريق ناشئات الملاكمة بالمنتخب الإماراتي، فباتت الزيودي أول مدربة إماراتية لمنتخب الملاكمة للسيدات.

## روابط خارجية
- حنان الزيودي على موقع BOXRec

## انظر ايضًا
- فهيمة فلكناز.